# Haus Oberfelde
Das Haus Oberfelde ist ein ehemaliges Adelsgut im Ortsteil Niederaden der Stadt Lünen im Kreis Unna in Nordrhein-Westfalen.

## Geschichte

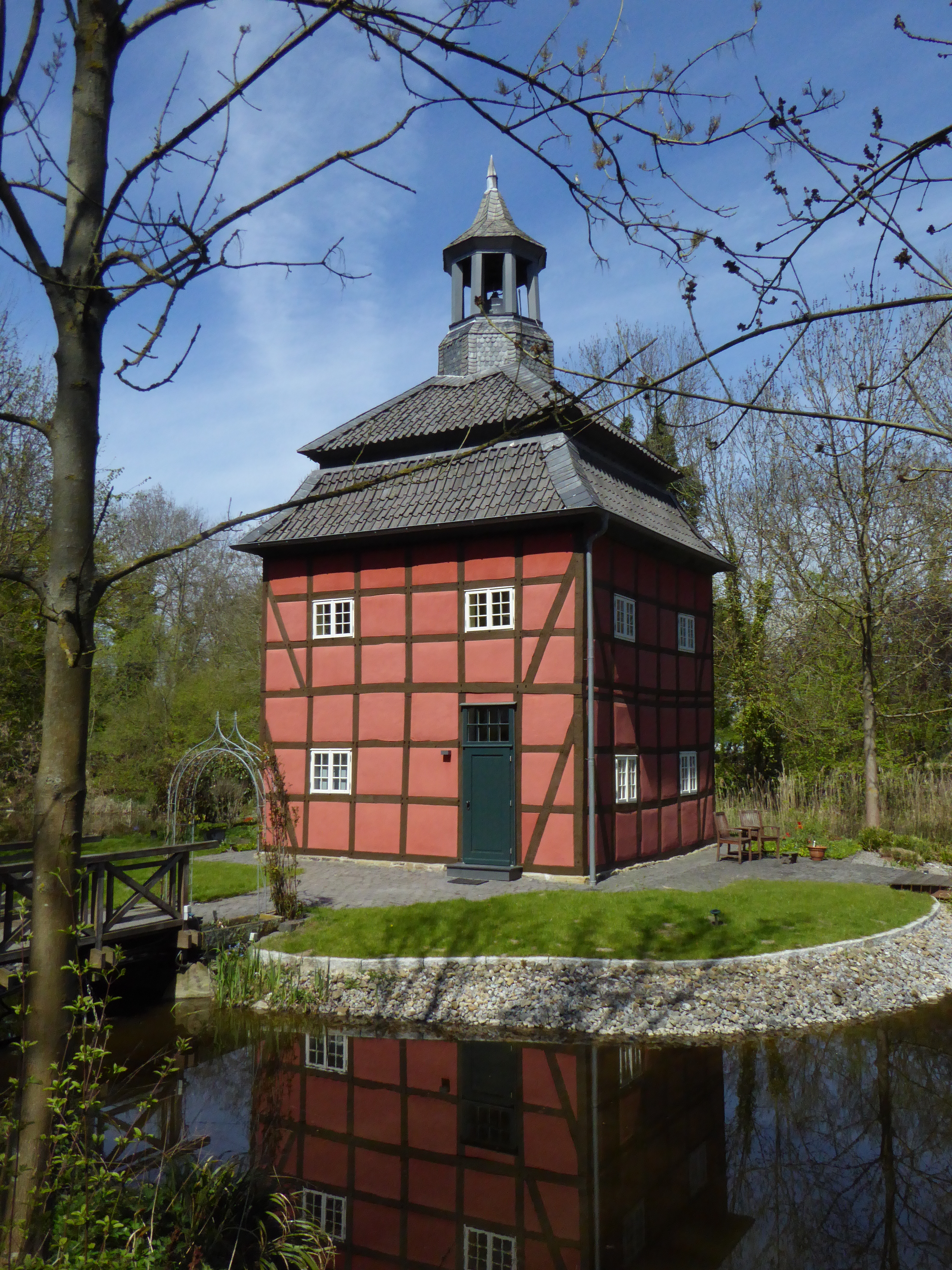
Spieker: Ehemaliges Gartenhaus des Adelsguts Oberfelde

Das Haus Oberfelde wurde 1351 erstmals urkundlich erwähnt als „Overfell to Adene“. 1593 erwarb Ritter Konrad von Boenen zum Berge (Gelsenkirchen–Buer) das Gut. Im 17. Jahrhundert war es im Besitz der Familie Schwansbell. 1630 wurde es vereint mit dem Adelsgut Haus Aden, das sich 1 km weiter östlich von Niederaden befand und ebenfalls im Besitz der Familie Schwansbell war.
1793 fiel Oberfelde bis 1830 an die Herren von der Reck, zuletzt Clemens von Reck. 
1821 brannte der Gutshof durch Brandstiftung ab und wurde wieder aufgebaut. Danach wurde der Gutshof landwirtschaftlich genutzt. 1971 wurde ein Großteil der Gebäude abgebrochen.
Vom ehemaligen Adelsgut Haus Oberfelde sind nur noch die Gräfte und der auf einer Insel gelegene sogenannte Spieker erhalten geblieben. Der Spieker (der Name bedeutet Speicher) stammt aus dem 17. Jahrhundert (Glockeninschrift 1613). Lange man nahm an, dass sich hierin auch ein Getreidespeicher befand. Neuere Forschungen haben allerdings ergeben, dass das Gebäude ursprünglich als barockes Gartenhaus (Taubenhaus) errichtet wurde. Dieses Gebäude ist eines der wenigen in Lünen mit barocken Baumerkmalen. Heute wird es als Wohnhaus benutzt.
Erhalten ist auch die historische Garten- und Hausanlage von 1818 in ihrer ursprünglichen rechteckigen Form, das Gräftensystem (teilweise als Trockengraben) sowie die Kastanienallee am Hauptzufahrtsweg. Neben dem Spieker gibt es eine alte Obstweide, die von einem Arbeitskreis für Umwelt und Heimat gepflegt wird.